# Colin Edwards
Colin Edwards, punog imena Colin Edwards II (Conroe, okrug Montgomery, Teksas, SAD, 27. veljače 1974.), bivši američki vozač motociklističkih utrka. 

## Uspjesi u prvenstvima
Svjetsko prvenstvo - Superbike
- prvak: 2000., 2002.
- drugoplasirani: 1999., 2001.

AMA - 250 Grand prix (250cc)
- prvak: 1992.

## Pregled karijere

### Po sezonama - cestovni motociklizam
| Svjetsko prvenstvo - MotoGP | Svjetsko prvenstvo - MotoGP      | Svjetsko prvenstvo - MotoGP | Svjetsko prvenstvo - MotoGP | Svjetsko prvenstvo - MotoGP | Svjetsko prvenstvo - MotoGP | Svjetsko prvenstvo - MotoGP | Svjetsko prvenstvo - MotoGP | Svjetsko prvenstvo - MotoGP | Svjetsko prvenstvo - MotoGP | Svjetsko prvenstvo - MotoGP | Svjetsko prvenstvo - MotoGP |
| sezona                      | momčad                           | konstruktor                 | motocikl                    | utrka                       | pobjede                     | postolja                    | 1. startna pozicija         | najbrži krug                | bodova                      | plasman                     | izvori                      |
| --------------------------- | -------------------------------- | --------------------------- | --------------------------- | --------------------------- | --------------------------- | --------------------------- | --------------------------- | --------------------------- | --------------------------- | --------------------------- | --------------------------- |
| 2003.                       | Alice Aprilia Racing             | Aprilia                     | Aprilia RS Cube             | 16                          | 0                           | 0                           | 0                           | 0                           | 62                          | 13.                         | [ 1 ] [ 2 ]                 |
| 2004.                       | Telefónica Movistar Honda MotoGP | Honda                       | Honda RC211V                | 16                          | 0                           | 2                           | 0                           | 2                           | 157                         | 5.                          | [ 1 ]                       |
| 2005.                       | Gauloises Yamaha Team            | Yamaha                      | Yamaha YZR-M1               | 17                          | 0                           | 3                           | 0                           | 1                           | 179                         | 4.                          | [ 1 ] [ 3 ]                 |
| 2006.                       | Camel Yamaha Team                | Yamaha                      | Yamaha YZR-M1 (OWR3)        | 17                          | 0                           | 1                           | 0                           | 0                           | 124                         | 7.                          | [ 1 ]                       |
| 2007.                       | FIAT Yamaha Team                 | Yamaha                      | Yamaha YZR-M1               | 18                          | 0                           | 2                           | 2                           | 0                           | 124                         | 9.                          | [ 1 ]                       |
| 2008.                       | Tech 3 Yamaha                    | Yamaha                      | Yamaha YZR-M1               | 18                          | 0                           | 2                           | 1                           | 0                           | 144                         | 7.                          | [ 1 ] [ 4 ]                 |
| 2009.                       | Monster Yamaha Tech 3            | Yamaha                      | Yamaha YZR-M1               | 17                          | 0                           | 1                           | 0                           | 0                           | 161                         | 5.                          | [ 1 ] [ 5 ]                 |
| 2010.                       | Monster Yamaha Tech 3            | Yamaha                      | Yamaha YZR-M1               | 18                          | 0                           | 0                           | 0                           | 0                           | 103                         | 11.                         | [ 1 ] [ 6 ]                 |
| 2011.                       | Monster Yamaha Tech 3            | Yamaha                      | Yamaha YZR-M1               | 15                          | 0                           | 1                           | 0                           | 0                           | 109                         | 9.                          | [ 1 ]                       |
| 2012.                       | NGM Mobile Forward Racing        | Suter                       | Suter MMX1 - BMW            | 16                          | 0                           | 0                           | 0                           | 0                           | 27                          | 20.                         | [ 1 ]                       |
| 2013.                       | NGM Mobile Forward Racing        | FTR Kawasaki                | FTR Kawasaki MGP13          | 18                          | 0                           | 0                           | 0                           | 0                           | 41                          | 14.                         | [ 1 ]                       |
| 2014.                       | NGM Forward Racing               | Forward Yamaha              | Forward Yamaha              | 10                          | 0                           | 0                           | 0                           | 0                           | 11                          | 22.                         | [ 1 ]                       |

| Svjetsko prvenstvo - Superbike | Svjetsko prvenstvo - Superbike | Svjetsko prvenstvo - Superbike | Svjetsko prvenstvo - Superbike | Svjetsko prvenstvo - Superbike | Svjetsko prvenstvo - Superbike | Svjetsko prvenstvo - Superbike | Svjetsko prvenstvo - Superbike | Svjetsko prvenstvo - Superbike | Svjetsko prvenstvo - Superbike | Svjetsko prvenstvo - Superbike | Svjetsko prvenstvo - Superbike   |
| sezona                         | momčad                         | konstruktor                    | motocikl                       | utrka                          | pobjede                        | postolja                       | 1. startna pozicija            | najbrži krug                   | bodova                         | plasman                        | izvori                           |
| ------------------------------ | ------------------------------ | ------------------------------ | ------------------------------ | ------------------------------ | ------------------------------ | ------------------------------ | ------------------------------ | ------------------------------ | ------------------------------ | ------------------------------ | -------------------------------- |
| 1995.                          | Yamaha World Superbike Team    | Yamaha                         | Yamaha YZF750                  | 20                             | 0                              | 2                              | 0                              | 1                              | 141                            | 11.                            | [ 7 ] [ 8 ] [ 9 ] [ 10 ] [ 11 ]  |
| 1996.                          | Yamaha World Superbike Team    | Yamaha                         | Yamaha YZF750                  | 20                             | 0                              | 7                              | 2                              | 0                              | 248                            | 5.                             | [ 7 ] [ 8 ] [ 12 ] [ 13 ] [ 14 ] |
| 1997.                          | Yamaha World Superbike Team    | Yamaha                         | Yamaha YZF750                  | 8                              | 0                              | 1                              | 0                              | 1                              | 79                             | 12.                            | [ 7 ] [ 8 ] [ 15 ] [ 16 ] [ 17 ] |
| 1998.                          | Castrol Honda                  | Honda                          | Honda RC45                     | 24                             | 3                              | 6                              | 0                              | 0                              | 277,5                          | 5.                             | [ 7 ] [ 8 ] [ 18 ] [ 19 ] [ 20 ] |
| 1999.                          | Castrol Honda                  | Honda                          | Honda RC45                     | 26                             | 5                              | 10                             | 2                              | 3                              | 361                            | 2.                             | [ 7 ] [ 8 ] [ 21 ] [ 22 ] [ 23 ] |
| 2000.                          | Castrol Honda                  | Honda                          | Honda VTR1000 SP1              | 26                             | 8                              | 12                             | 6                              | 6                              | 400                            | 1.                             | [ 7 ] [ 8 ] [ 24 ]               |
| 2001.                          | Castrol Honda                  | Honda                          | Honda VTR1000 SP1              | 25                             | 4                              | 12                             | 0                              | 4                              | 333                            | 2.                             | [ 7 ] [ 8 ] [ 25 ]               |
| 2002.                          | Castrol Honda                  | Honda                          | Honda VTR1000 SP2              | 26                             | 11                             | 25                             | 5                              | 8                              | 552                            | 1.                             | [ 7 ] [ 8 ] [ 26 ]               |

| AMA – 250cc / 250 Grand Prix | AMA – 250cc / 250 Grand Prix | AMA – 250cc / 250 Grand Prix | AMA – 250cc / 250 Grand Prix | AMA – 250cc / 250 Grand Prix | AMA – 250cc / 250 Grand Prix | AMA – 250cc / 250 Grand Prix | AMA – 250cc / 250 Grand Prix | AMA – 250cc / 250 Grand Prix | AMA – 250cc / 250 Grand Prix | AMA – 250cc / 250 Grand Prix | AMA – 250cc / 250 Grand Prix |
| sezona                       | momčad                       | konstruktor                  | motocikl                     | utrka                        | pobjede                      | postolja                     | 1. startna pozicija          | najbrži krug                 | bodova                       | plasman                      | izvori                       |
| ---------------------------- | ---------------------------- | ---------------------------- | ---------------------------- | ---------------------------- | ---------------------------- | ---------------------------- | ---------------------------- | ---------------------------- | ---------------------------- | ---------------------------- | ---------------------------- |
| 1991.                        |                              | Yamaha                       | Yamaha                       |                              |                              |                              |                              |                              | 17                           | 14.                          | [ 27 ]                       |
| 1992.                        |                              | Yamaha                       | Yamaha                       |                              | 5                            |                              |                              |                              | 138                          | 1.                           | [ 27 ] [ 28 ] [ 29 ] [ 30 ]  |

## Vanjske poveznice
- (engl.) motogp.com, Colin Edwards
- (engl.) worldsbk.com, Colin Edwards
- (engl.) texastornadobootcamp.com
- (engl.) crash.net, Colin Edwards